# Chongzuo
Chongzuo, tidigare stavat Tsungtso, är en stad på prefekturnivå i den autonoma regionen Guangxi södra Kina. Den ligger omkring 100 kilometer väster om regionhuvudstaden Nanning.

## Administrativ indelning
Den egentliga staden Chongzuo består av ett stadsdistrikt, den omgivande landsbygden är indelad i fem härad. Dessutom lyder en stad på häradsnivå under Chongzuo:
- Stadsdistriktet Jiangzhou - 江州区 Jiāngzhōu qū ;
- Staden Pingxiang - 凭祥市 Píngxiáng shì ;
- Häradet Ningming - 宁明县 Níngmíng xiàn ;
- Häradet Fusui - 扶绥县 Fúsuí xiàn ;
- Häradet Longzhou - 龙州县 Lóngzhōu xiàn ;
- Häradet Daxin - 大新县 Dàxīn xiàn ;
- Häradet Tiandeng - 天等县 Tiānděng xiàn.

## Klimat
Genomsnittlig årsnederbörd är 1 982 millimeter. Den regnigaste månaden är augusti, med i genomsnitt 419 mm nederbörd, och den torraste är januari, med 25 mm nederbörd.